# 김꽃
김꽃(1988년 4월 13일 ~ )은 대한민국의 가수이다. 2014년 미니 앨범 'Birthday'로 데뷔했다.

## 방송
- 가스펠스타C 1 (2011) - 우승
- 히든싱어 1 (2012) - 박정현편 3위

## 공연
- 대학로 Acoustic Festival #2 (2016)
- SING MOVIE CONCERT (2016)
- 하늘 바람 별 시즌4 (2018)